# Oceanski jarek
Oceanski jarek, znan v geologiji kot globokomorski jarek, je običajno podolgovata, vendar relativno ozka depresija na morskem dnu. Predstavlja spodnje dele zemeljske površine. Najgloblji od vseh globokomorskih jarkov, z 11.034 m globine, je Marijanski jarek v Tihem oceanu.
Globokomorski jarki se oblikujejo v zemeljski skorji, ko tektonske plošče trčijo zaradi tektonskih procesov in se potisnejo druga pod drugo (subdukcija). Cona podrivanja plošče se pojavi pod kotom do 90° v smeri navzdol. Jarek označuje mesto, kjer se dve plošči, na primer celinska in oceanska plošča, srečata. Najnižja točka korita je trenutno 3000 do 4000 m pod nivojem okoliškega morskega dna.
Vzpetina na dnu oceana se imenuje morski hrbet.

## Geografska porazdelitev
Obstaja približno 50.000 km konvergetnih robov plošč, večinoma okoli Tihega oceana – kar je razlog za sklicevanje na Pacifiški tip robov, vendar so tudi v vzhodnem Indijskem oceanu, relativno kratki odseki konvergentnih robov v Atlantskem oceanu in v Sredozemskem morju. Jarki so včasih pokopani in nimajo tipične globine, imajo pa temeljno strukturo, zato je treba ime uporabiti tudi za te primere. To velja za Kaskadijo, Makran, južne Male Antile in Kalabrijske jarke. Jarki skupaj z vulkanskimi loki in conami potresov, ki nastajajo pod vulkanskim lokom do 700 km globoko, so diagnoza konvergenčnih prelomnic in njihovih globljih manifestacij v conah podrivanja. Jarki so povezani vendar se razlikujejo med kontinentalnimi trki območij (kot med Indijo in Azijo, ki ustvarja Himalajo), kjer kontinentalna skorja vstopi v subdukcijsko cono. Ko živahna kontinentalna skorja vstopi v jarek, se podrivanje sčasoma ustavi in rob konvergentne plošče postane cona trčenja. Funkcije, podobne jarkom so povezane s trki območij; to so s sedimenti napolnjene globoke obrobne predgorske kotline, kot je tista, skozi katero teče reka Ganges ali Tigris in Evfrat skupaj.

## Zgodovina izraza
Šele v poznih 1940-ih in začetku leta 1950 je začela oceanografija razvijati idejo o morfologiji teh ogromnih globin, ki je med najbolj presenetljivimi pojavi na zemeljskem površju. Več kot polovica Zemljine površina je pripisana globokemu morju, vendar je ostala neznana zaradi sovražnega okolja za ljudi.
V poznem 19. stoletju, ko se je začelo s polaganjem čezatlantskega telegrafskega kabla, se je pokazal velik interes za batimetrijo, merjenje globine oceanov in morij in izdelavo kart morskega dna. Toda tudi po tem, ko se je slavna Challenger Expedition (1872–1876), 23. februar 1875, v Marijanskem jarku potopila na 8164 m, do tedaj najglobljo točko oceanov, še niso uporabljali pojma globokomorski jarek, ampak so govorili na splošno o oceanski globini ([[lang-en|Ocean Deep}}).
Šele leta 1920 je bil uporabljen izraz jarek za geološko strukturo. Prvič je uporabil Johnstone leta 1923, v svojem učbeniku za oceanografijo (Uvod v oceanografijo), izraz jarek (lang-en |trench}}) za podolgovato, vendar ozko korito na dnu globokega morja.
Eno najnižjih točk na zemlji, je v letu 1951, s sonarjem izmerila posadka britanske ladje Challenger II v Marijanskem jarku z globino morja 10.899 m in jo imenoval Challenger Deep. Danes je večina globokomorskih jarkov merjena s sonarjem, nekateri so bili pritrjeni na podmornicah.

## Najgloblji oceanski jarki
| Jarek                                    | Ocean           | Maksimalna globina   | Lokacija                                           |
| ---------------------------------------- | --------------- | -------------------- | -------------------------------------------------- |
| Marijanski jarek                         | Tihi ocean      | 11.034 m (36.201 ft) | vzhodno od Marijanskih otokov                      |
| Tongovski jarek                          | Tihi ocean      | 10.882 m (35.702 ft) | blizu otoka Tonga                                  |
| Filipinski jarek                         | Tihi ocean      | 10.545 m (34.596 ft) | vzhodno od Filipinov                               |
| Kurilski jarek                           | Tihi ocean      | 10.542 m (34.587 ft) | blizu Kurilskih otokov                             |
| Kermadeški jarek                         | Tihi ocean      | 10.047 m (32.963 ft) | severovzhodno od Nove Zelandije                    |
| Izujski jarek/Jarek Izu-Ogasavara        | Tihi ocean      | 9.810 m (32.190 ft)  | blizu otokov Izu in Bonin                          |
| Japonski jarek                           | Tihi ocean      | 9.504 m (31.181 ft)  | severovzhodno od Japonske                          |
| Portoriški jarek                         | Atlantski ocean | 8.800 m (28.900 ft)  | na meji med Karibskim morjem in Atlantskim oceanom |
| (Južno)sandwiški jarek                   | Atlantski ocean | 8.428 m (27.651 ft)  |                                                    |
| Atakamski/Perujsko-čilski oceanski jarek | Tihi ocean      | 8.065 m (26.460 ft)  | vzhodni Tihi ocean; ob obalah Peruja in Čila       |
| Aleutski jarek                           | Tihi ocean      |                      |                                                    |
| Rjukjujski jarek                         | Tihi ocean      |                      |                                                    |
| Javanski jarek                           | Indijski ocean  |                      |                                                    |
| Kalifornijski jarek                      | Tihi ocean      |                      |                                                    |

## Starodavni oceanski jarki
| Jarek                | Lokacija                                                             |
| -------------------- | -------------------------------------------------------------------- |
| Intermontanski jarek | zahod Severne Amerike; med Intermontanskimi otoki in Severno Ameriko |
| Otoški jarek         | zahod Severne Amerike; med Otoškimi otoki in Intermontanskimi otoki  |
| Farallon jarek       | zahod Severne Amerike                                                |
| Tetijski jarek       | južno od Turčije, Irana, Tibeta in jugovzhodne Azije                 |